# Coprophagie (psychiatrie)
Pour les articles homonymes, voir Coprophagie.
La coprophagie est un symptôme psychiatrique.
Chez l'humain, la coprophagie fait partie de la sémiologie psychiatrique et appartient en nosographie aux troubles des conduites instinctuelles. 
Certains patients très régressés développent des conduites alimentaires pouvant mener à l'absorption de leurs propres excréments. 
On peut l'observer chez les hébéphrènes (schizophrénie adolescente marquées majoritairement par le syndrome dissociatif) ou les déments (déficit cognitif important, ou syndrome confusionnel sévère).